# Silkworth
Silkworth es un lugar designado por el censo ubicado en el condado de Luzerne en el estado estadounidense de Pensilvania. En el Censo de 2010 tenía una población de 820 habitantes y una densidad poblacional de 83,16 personas por km².

## Geografía
Silkworth se encuentra ubicado en las coordenadas 41°16′30″N 76°4′23″O / 41.27500, -76.07306. Según la Oficina del Censo de los Estados Unidos, Silkworth tiene una superficie total de 9.86 km², de la cual 8.77 km² corresponden a tierra firme y (11.01%) 1.09 km² es agua.

## Demografía
Según el censo de 2010, había 820 personas residiendo en Silkworth. La densidad de población era de 83,16 hab./km². De los 820 habitantes, Silkworth estaba compuesto por el 97.32% blancos, el 0.49% eran afroamericanos, el 0.12% eran amerindios, el 0.12% eran asiáticos, el 0% eran isleños del Pacífico, el 0.98% eran de otras razas y el 0.98% pertenecían a dos o más razas. Del total de la población el 0.98% eran hispanos o latinos de cualquier raza.